# Сан Ђузепе (Павија)
Сан Ђузепе је насеље у Италији у округу Павија, региону Ломбардија.
Према процени из 2011. у насељу је живело 58 становника. Насеље се налази на надморској висини од 74 м.